# Berta Hrubá
Berta Hrubá (Prága, 1946. április 8. – Prága, 1998. július 24.) olimpiai ezüstérmes csehszlovák válogatott cseh gyeplabdázó.

## Pályafutása
A Slavia Praha meghatározó játékosa volt. Tagja volt az 1980-as moszkvai olimpián ezüstérmes csehszlovák válogatottnak.

## Sikerei, díjai
- Olimpiai játékok
  - ezüstérmes: 1980, Moszkva